# ポクロフ
ポクロフ（ウクライナ語: Покров）はウクライナのドニプロペトローウシク州ポクロフにある都市。ドニプロ川、バザヴルーク川の河岸に位置する。都市の高さは海抜71 mである。面積は26 km²。人口は37,493人 (2022年1月1日)。
ポクロフはプルィチプィーリウツィ集落として1883年に創建された。1956年に市制施行された。
市内ではチョルトムルィーク駅がある。首都キエフまでの直線距離は382 km、鉄道で525 km、車道で486 kmとなっている。州庁所在地までの直線距離は131 km、車道で149 kmとなっている。ポクロフの日は、10月10日となっている。